# 도나 브러질
도나 리스 브러질(영어: Donna Lease Brazile, 1959년 10월 6일 ~ )는 미국 민주당 소속의 정치인이다. 루이지애나 하원의원을 지냈으며 현 하원 원내총무 자리에 있다.